# T・R・Y -RETURN TO YOURSELF-
〈T·R·Y -RETURN TO YOURSELF-〉(일본어: ティア―ルワイ リタ―ントゥユアセルフ; 한국어: T·R·Y -리턴 투 유어셀프-)는 TWO-MIX의 3번째 싱글이다.

## 개요
일본 TBS계 《슈퍼 축구》엔딩 테마이다. 2번째 앨범《BPM143》으로부터 싱글 커트된 작품으로, 커트에 해당해서 편곡이 크게 변경되었다. 표기에는 없지만, 마카이노 코우지 (馬飼野康二)가 작곡한 얼마 없는 작품 중 하나이다.
C/W(커플링곡)은 《신 기동전기 건담W》의 테마송 후보곡이였다.
이 싱글은 오리콘 최고 순위 17위를 기록하였다. 또한 리믹스 미니앨범《TWO→(RE)MIX》과 동시 발매하였다.

## 수록곡
작사，작곡，편곡：TWO-MIX
1. T·R·Y -RETURN TO YOURSELF- (Super Single Edition)
2. BELIEVE
3. T·R·Y -RETURN TO YOURSELF- (Super Single Edition) (Original Karaoke)
4. BELIEVE (Original Karaoke)

## 수록 작품
- T·R·Y (오리지널 버전)
  - BPM143
  - 20010101

- T·R·Y -RETURN TO YOURSELF- (싱글 버전)
  - BPM "BEST FILES"
  - SUPER BEST FILES 1995~1998
  - Categorhythm

- T·R·Y~RETURN TO YOURSELF~(High Fly Vocal Mix)
  - BPM"DANCE∞"

- BELIEVE
  - BPM "BEST FILES"
  - Categorhythm

## 같이 보기
- TWO-MIX